# Xanthosoma obtusilobum
Xanthosoma obtusilobum är en kallaväxtart som beskrevs av Adolf Engler. Xanthosoma obtusilobum ingår i släktet Xanthosoma och familjen kallaväxter. Inga underarter finns listade.